# Août 1834

## Événements
- 1er août :  les Britanniques abolissent l'esclavage dans la province du Cap, une des causes du Grand Trek des fermiers Boers (1835-1837) qui se dirigent vers le Natal, l'Orange et le Transvaal.
- 2 août, France : à la suite d'une nouvelle scène, Juliette Drouet quitte Paris pour Brest, avec sa fille Claire.
- 5 août : Victor Hugo quitte Paris pour rejoindre Juliette : Verneuil, Mortagne, Mayenne, Laval, Rennes. Il arrive à Brest le 8.
- 7 août : l’ordre de Picpus s’établit sur l’archipel des Gambier. Les missionnaires entreprennent l’évangélisation des polynésiens pour contrer l’influence protestante. Pendant 30 ans, le père Laval exerce une véritable dictature sur les indigènes et leurs biens.
- 11 août : Juliette Drouet et Victor Hugo quittent Brest : Carnac, Locmariaquer, Auray. Le 12, à Vannes. Le 13, départ pour Nantes. Le 14 et le 15 : Nantes et Angers. Le 16, à Tours. Le 17, Amboise. Le 19, à Orléans, par Blois. Le 21, à Pithiviers et à Yèvre-le-Châtel. Le 22, à Étampes. Du 23 au 25 : Montlhéry, Palaiseau, Versailles, Saint-Germain. Le 26, à Gisors par Conflans et Pontoise. Le 27, à Gisors et Beauvais. Le 28, à Senlis par Clermont-de-l'Oise. Le 29 : Senlis et Chantilly. Le 30 et le 31 Saint-Germain, Jouy-en-Josas.
- 12 août : au Brésil, un acte additionnel à la Constitution de 1831 permet l'instauration d'un véritable régime parlementaire dirigé par un régent-citoyen élu pour quatre ans au suffrage restreint, en l'occurrence l'abbé Diego Antonio Feijó. Le Conseil d’État, bastion des conservateurs, est aboli. Le fédéralisme triomphe : dans les provinces les assemblées législatives remplacent les conseils généraux purement consultatifs. Ce régime dura jusqu'en 1840, année lors de laquelle Pierre II atteint sa majorité et commença son règne personnel.
- 14 août : nouvelle Loi des pauvres (Poor Law amendment Act), qui remanie, en la durcissant, l’aide publique aux indigents et crée des asiles aux conditions de vie inhumaine (les « bastilles »), destinées à recueillir les enfants abandonnés et les pauvres. Ces workhouses constituent un réservoir de main-d’œuvre à des conditions inférieures à celles des salariés indépendants les plus pauvres.
- 25 août : début du règne de Kwaku Dua Ier, asantehene (roi) des Ashanti (fin en 1867).

## Naissances
- 2 août : Frédéric Auguste Bartholdi, sculpteur français.
- 4 août : 
  - Gaspar Núñez de Arce, poète et politicien espagnol († 9 juin 1903).
  - John Venn (mort en 1923), mathématicien et logicien britannique.
- 22 août : Samuel Pierpont Langley (mort en 1906), physicien, inventeur et astronome américain.

## Décès
- 7 août : Joseph Marie Jacquard (né en 1752), inventeur français, à qui l'on doit le métier à tisser semi-automatique.
- 31 août : Karl Ludwig Harding (né en 1765), astronome allemand.